# Acide lactobacillique
L'acide lactobacillique, ou acide phytomonique, est un acide gras à 19 atomes de carbone possédant un cycle cyclopropane en position 11-12 de sa chaîne carbonée. Il a été isolé en 1950 à partir de Lactobacillus arabinosis et en 1955 à partir d'Agrobacterium tumefaciens, également appelé Phytomonas tumefaciens, d'où ses deux appellations.